# Nationalpark Khlong Tron
Der Nationalpark Khlong Tron (Thai: อุทยานแห่งชาติคลองตรอน) ist ein Nationalpark im Nordosten der Nordregion von Thailand.
Er wurde 2003 als Nationalpark Thailands eröffnet.

## Geographie
Der Nationalpark umfasst ein schroffes Gebiet von 518,79 km², er liegt in den Landkreisen (Amphoe) Thong Saen Khan und Nam Pat der Provinz Uttaradit.
Das Terrain besteht aus verschiedenen Gebirgszügen, die höchste Erhebung ist der Berg Phu Miang mit 1500 Metern Höhe, weitere Berge sind der Khao Khwam Ruea, Khao Ngai Ruea, Khao Sam Liam, Khao Thanon und weitere. Der Nationalpark ist zugleich Entstehungsort verschiedener Bäche, welche in den Mae Nam Nan münden.

## Klima
Die Regenzeit dauert von Mai bis September. Es schließt sich der kühle Winter von Oktober bis Februar an. Die Sommermonate mit Temperaturen zwischen 13 und 42 °C beginnen im März und enden im April.

## Flora und Fauna
Im Nationalpark Khlong Tron wachsen Misch-, Laub- und Dipterocarpwälder. Er ist Lebensraum vieler verschiedener Pflanzenarten und beheimatet eine Vielzahl von Tieren.

### Pflanzenarten
- Anisoptera costata – eine stark gefährdete Baumart[2]
- Dipterocarpus alatus
- Michelia floribunda
- Hopea ferrea
- Amlabaum
- Shorea obtusa
- Pterocarpus macrocarpus

### Tierarten
Der Nationalpark beherbergt eine Vielzahl großer und kleiner Wildtiere, er ist die Heimat vieler Vogelarten:
- Südliche Serau
- Nebelparder
- Asiatischer Schwarzbär
- Die stark gefährdete Fischkatze[3] (Felis viverrina ), Thai: เสือปลา, suea pla, unzulässig wörtlich übersetzt „Fischtiger“
- Fleckenmusang
- Silberfasan
- Blauflügelpitta

## Sehenswürdigkeiten
Im Nationalpark Khlong Tron gibt es eine Reihe von Wasserfällen (Thai: น้ำตก, Namtok) und Höhlen (Thai: ถ้ำ, Tham):
- Wasserfall Khlong Tron (Thai: น้ำตกคลองตรอน)
- Wasserfall Huai Sai (Thai: น้ำตกห้วยทราย)
- Wasserfall Phu Miang (Thai: น้ำตกภูเมี่ยง)
- Wasserfall Huai Khom (Thai: น้ำตกห้วยคอม)
- Wasserfall Huai Nian (Thai: น้ำตกห้วยเนียม)
- Höhle Chan (Thai: ถ้ำจัน)
- Höhle Wua Daeng (Thai: ถ้ำวัวแดง)
- Höhle Suea Dao (Thai: ถ้ำเสือดาว)

## Einrichtungen
- Besucherzentrum
- Bungalows
- Zeltplatz
- Sanitäre Anlagen